# Frank Andersen
Pour les articles homonymes, voir Andersen.
Frank Andersen (né à Copenhague le 15 avril 1953) est un danseur et maître de ballet danois.
Formé à l'école de danse du Ballet royal danois, il entre dans la compagnie en 1969 et est nommé danseur étoile en 1977.
Maître de ballet du Ballet royal danois de 1985 à 1994, il prend la direction du Ballet royal suédois de 1995 à 1999, puis revient au Ballet royal danois en 2002. En juillet 2008, il est remplacé par Nikolaj Hübbe.